# Таиши Тагучи
Таиши Тагучи (на японски: 田口 泰士) е японски футболист.

## Национален отбор
Записал е и 3 мача за националния отбор на Япония.
| Япония | Япония | Япония |
| Година | Мачове | Голове |
| ------ | ------ | ------ |
| 2014   | 3      | 0      |
| Общо   | 3      | 0      |